# (3438) Inarradas
(3438) Inarradas es un asteroide perteneciente al cinturón de asteroides, región del sistema solar que se encuentra entre las órbitas de Marte y Júpiter, más concretamente a la familia de Inarradas, descubierto el 21 de septiembre de 1974 por el equipo del Observatorio Félix Aguilar desde el Complejo Astronómico El Leoncito, San Juan, Argentina.

## Designación y nombre
Designado provisionalmente como 1974 SD5. Fue nombrado Inarradas en homenaje al Instituto Argentino de Radioastronomía, fundado en 1962, por sus destacadas contribuciones a la astronomía.

## Características orbitales
Inarradas está situado a una distancia media del Sol de 3,046 ua, pudiendo alejarse hasta 3,662 ua y acercarse hasta 2,431 ua. Su excentricidad es 0,202 y la inclinación orbital 15,29 grados. Emplea 1942,47 días en completar una órbita alrededor del Sol.

## Características físicas
La magnitud absoluta de Inarradas es 11,8. Tiene 25,252 km de diámetro y su albedo se estima en 0,045. 